# Moulay El Hassan ben Al Mehdi
 (mars 2021).
Si vous disposez d'ouvrages ou d'articles de référence ou si vous connaissez des sites web de qualité traitant du thème abordé ici, merci de compléter l'article en donnant les références utiles à sa vérifiabilité et en les liant à la section « Notes et références ».
Moulay El Hassan ben Al Mehdi (né le 30 mai 1911 et mort le 1er novembre 1984), est un homme politique et diplomate marocain.

## Biographie

### Famille et formation
Après l'accord franco-espagnol de 1904 relatif à la division des zones d'influence au Maroc et le traité du 27 novembre 1912 relatif à la mise en œuvre de cet accord, Moulay El Mehdi, le cousin du sultan Moulay Youssef, est nommé « khalifa » (délégué) du sultan au nord du Maroc par un dahir du sultan le 14 mai 1913, résidant à Tétouan. Dès lors, il se rend à Tétouan le 27 avril 1913, où il s'installe avec sa famille dans le palais el Mechouar à l'intérieur de la ville. Moulay El Hassan se rend avec son père à Tétouan où il poursuit ses études.

### Carrière politique
En 1925, deux ans après la mort de son père, Moulay el Hassan est nommé khalifa par un dahir royal daté du 26 juin 1925, à l'âge de quinze ans. En 1947, lors de la visite historique du roi Mohammed V à Tanger, il vient accueillir le roi, en lui renouvelant les expressions de sa loyauté et de sa sincérité.
À la suite du complot du 20 août 1953, au cours duquel le général Augustin Guillaume manœuvre avec d’autres élites marocaines et réussit à faire déposer Mohammed V  pour le remplacer par son oncle Mohammed Ibn Arafa, Moulay el Hassan affirme son rejet catégorique du complot et son attachement à l'autorité légitime de Mohammed V.

### Carrière diplomatique et bancaire

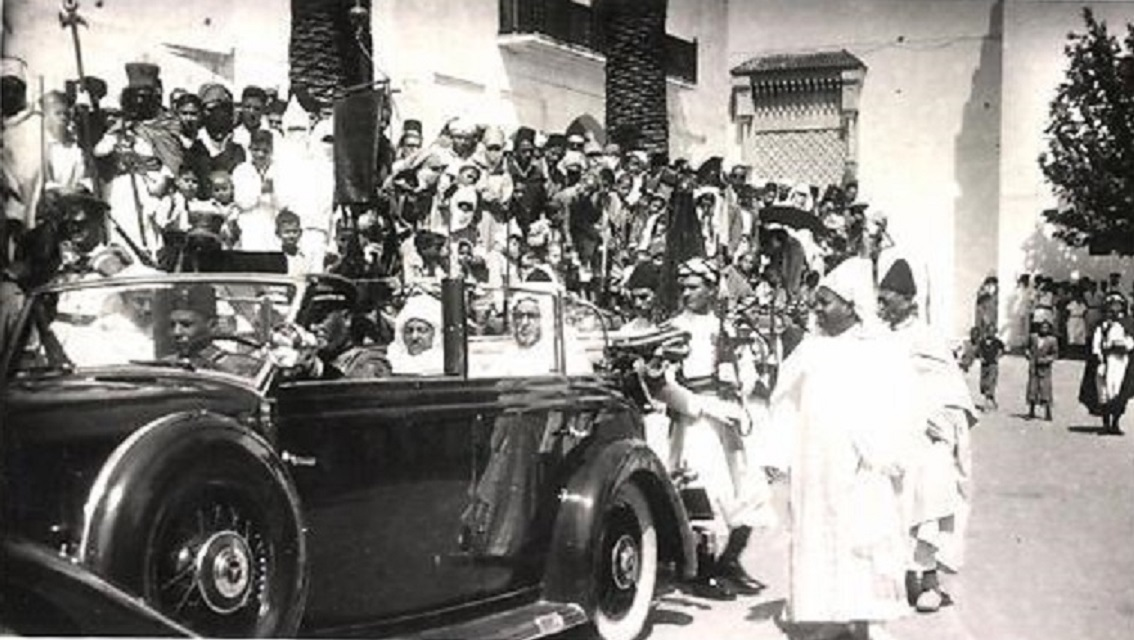
Le prince El Moulay Hassan à Tetouan.

Grâce à Moulay el Hassan, la ville de Tétouan est devenue un bastion de la résistance politique et militaire et une base arrière pour les membres de la résistance nationale. Après la fin du Protectorat au nord du Maroc, il se rend auprès du roi Mohammed V, croyant, en toute négation d'un esprit patriotique sincère, que sa mission était terminée et qu'il se considérait comme un citoyen normal au service du roi et à sa direction. Ainsi, il a été nommé ambassadeur du Maroc à Londres de 1957 à 1965, puis ambassadeur à Rome de 1965 à 1967. Après cela, il est désigné directeur général de la Banque nationale pour le développement économique, puis gouverneur de Bank Al Maghrib,, poste qu'il occupe jusqu'à sa mort le 1er novembre 1984.